# 田園 (玉置浩二の曲)
「田園」（でんえん）は、日本のシンガーソングライターである玉置浩二の楽曲。
1996年7月21日にSony Recordsから11枚目のシングルとしてリリースされた。前作「メロディー」（1996年）よりおよそ2か月ぶりとなるシングルであり、作曲は玉置が行い、作詞およびプロデュースは玉置と須藤晃が担当している。
玉置のソロ3枚目のアルバム『カリント工場の煙突の上に』（1993年）、4枚目のアルバム『LOVE SONG BLUE』（1994年）などのアルバム共作を経て、玉置と須藤が制作した楽曲。歌詞は安全地帯の活動休止後における玉置が精神的に不安定であった時期の事を題材としている。
玉置自身が出演したフジテレビ系木曜劇場『コーチ』（1996年）の主題歌として使用され、オリコンシングルチャートでは最高位第2位を獲得しソロでは初となるトップ3入りを果たした他、オリコン集計で92万枚を売り上げ1996年度の年間売り上げランキングでは第25位となり、日本レコード協会からダブル・プラチナ認定を受けるなどソロ作品では自身最大のヒット曲となった。後に安全地帯としてのセルフカバーバージョンが「結界」（2011年）との両A面シングルとしてリリースされた。

## 背景
玉置が所属していたロックバンドである安全地帯は8枚目となるオリジナルアルバム『安全地帯VIII〜太陽』（1991年）をリリース後、デビュー10周年を記念したコンサートツアー「10th Anniversary Acoustic Special Night」を敢行。しかし同時期に玉置は、安全地帯の活動が大規模なものとなり自身の意見をストレートにバンドに反映していく事が困難になった事や、事務所を独立させた事により周囲との意思疎通が上手くいかなかった事、サウンドの流行が打ち込み主流となっていく中でその流れに対して強い抵抗感があった事などが重なり、自身の音楽活動に強い疑念を抱くようになる。その結果、安全地帯のメンバー5人だけでの演奏に拘ったり、チャリティー・コンサートばかりに執着するようになり、結果的にバンドメンバーとの溝が深まっていく事態となった。そして23枚目のシングル「ひとりぼっちのエール」（1993年）のリリースを最後に安全地帯は長期間にわたる活動休止期間に入る。
安全地帯の活動休止後、玉置は自身2作目となるソロアルバム『あこがれ』（1993年）の制作に入る。製作にあたり玉置は作詞が出来なかった事から、音楽プロデューサーの須藤晃が作詞担当として参加し、これがきっかけとなりこの後の共同作業に繋がっていく事となる。同時期に玉置は安全地帯の活動休止や上記の環境が引き金となって極度の人間不信に陥り、帰宅拒否、また人との会話すらも拒絶し始めたため、周囲からの勧めで精神科病棟へと入院する事となった。入院中、薬を飲まされベッドに寝かされるだけの生活に耐えられなくなった玉置は入院から3日で病院を脱走し、北海道の実家にて療養する手段を選んだ。この療養期間中は、当てもなく自身がこれまで演奏した事のなかった楽器を演奏してみるなど様々な音楽的実験の期間に充てられた。その療養期間中の体験が色濃く反映されたソロ3作目となるアルバム『カリント工場の煙突の上に』（1993年）が製作され、須藤はディレクターとして参加。続く4作目となるアルバム『LOVE SONG BLUE』（1994年）では、須藤はプロデューサーとして参加した。アルバムリリースに合わせて全国コンサートツアー「正義の味方ツアー」を開催。このツアーのバックバンドにキーボード奏者として参加していた安藤さと子とは、交際期間を経たのち1999年に結婚する。（2007年に離婚）。

## 制作、音楽性
本曲は、玉置と須藤晃の共同プロデュースとなっている。アルバム『カリント工場の煙突の上に』、『LOVE SONG BLUE』にて共同作業を行った須藤とは、その後のアルバム『CAFE JAPAN』（1996年）、『JUNK LAND』（1997年）でも協力関係を続けることになる。
玉置は本作の歌詞について、上記記載の精神的不調による療養期間中の事をまとめたものであると述べている。本作は玉置自身がもっとも「やりたかったこと、歌いたかったこと」であり、「世の中にはいろんなやつがいる、と。いろんなことで悲しんでる。でもなんにもできなくてもさ、生きていればそれでいいんだ、ってほんとに思った」と後に述べている。
ベスト・アルバム『ALL TIME BEST』（2017年）の楽曲解説では、日本の民謡が持つ素朴で土着的なリズムが大衆性を醸し出すと表現した上で、「《生きていくんだ、それでいいんだ》という、シンプルで根源的なメッセージをより際立たせ、一度聴くと忘れられないフレーズになっている」と表記している。

## リリース、メディアでの使用、批評、反響
| 専門評論家によるレビュー | 専門評論家によるレビュー |
| レビュー・スコア         | レビュー・スコア         |
| 出典                     | 評価                     |
| ------------------------ | ------------------------ |
| CDジャーナル             | 肯定的                   |

本作は1996年7月21日にSony Recordsより8センチCDとしてリリースされた。玉置自身も出演したフジテレビ系木曜劇場『コーチ』（1996年）の主題歌として使用された。同ドラマは最終回では20%を超える視聴率を獲得し、大ヒットドラマとなった。また、作中に登場した食品「サバカレー」は放送終了後に実際に発売され、入手困難になるほど売れたという。
2011年8月24日には安全地帯の29枚目のシングル「結界」との両A面としてリリースされた。これは、安全地帯名義でセルフカバーしたものである。2016年には、LINE GAME『LINE ブラウンファーム』のテレビCMに本作が使用された（3月19日〜4月3日まで放映）。歌詞はゲーム内容に準じた替え歌。歌手名は明らかにされていない。また、プロ野球選手である福岡ソフトバンクホークスの奥村政稔投手は、本作を自身の登場曲に使用している。
音楽情報サイト『CDジャーナル』では、「何が幸せで何が不幸せだとか考えるよりも大事なのは何よりも「生きること」と、スピード感ある歌唱で聴き手を諭す」と指摘し、「この曲を自身の応援歌にしている人も多いはず」と肯定的に評価した。タレントのビートたけしは本作をフェイバリットソングとして挙げ、1994年8月に原付バイクでの事故によりマスコミからのバッシングや映画が撮影できなくなった事などで悲観していた時に、酒を飲みながら良く聴いていたと語っている。

## チャート成績
本作が収録されたシングル盤はオリコンシングルチャートにおいて初週は約2万枚の売上で第23位だったが、登場週数30回のロングヒットとなり、最高位第2位で売り上げ枚数は92.5万枚となった。ソロでは初となるオリコントップ3入りを果たし、ほぼミリオンセラーとも言える大ヒットでソロ作品では自身最大のヒット曲となっている。また、2007年9月9日放送のテレビ東京系音楽番組『みゅーじん』（2004年 - 2009年）で、玉置が安全地帯も含めて、自身の最大ヒット作は本作であると語っている。
須藤は音楽業界にて一度成功し自らの代表曲を持つ者が、低迷期を迎えた後に復活する事はほぼ不可能であると主張し、玉置が安全地帯の「ワインレッドの心」（1983年）の大成功により烙印を押された後に本作がヒットした事に関しては「僕もそのお手伝いはできたと思いますが、そういう烙印を彼が全部自分の力でぶち壊して、新たにそれ以上に売れる作品、もっと大きなマスターピースを作ったパワーはすごい。頭が下がります」と述べている。
本作は玉置のソロ・デビュー35周年記念ベスト・アルバム『THE BEST ALBUM 35th ANNIVERSARY 〜メロディー〜』（2022年）収録曲を決定するファン投票において第4位を獲得した。また、2022年に実施されたねとらぼ調査隊による玉置のシングル曲人気ランキングでは第2位となった。

## ミュージック・ビデオ
PVでは、農村青年や中国人、魔術師といったコスプレ姿を披露している。このキャラクターたちには設定があり、カフェ・ジャパンの裏で農家を営んでいる農夫がカフェ・ジャパンの支配人でありオーナー、中国服の男は謎のマネージャーとなっている。また、玉置は「このカフェ・ジャパンに人生で迷ったヤツが来る!」と述べ、仮面の男はその中の一人であるという。また本作のコンセプトとして「仮面の男はカフェ・ジャパンに来た事で救われ、『自分はこれでいいんだ』と最後に仮面を取って晴れやかな顔になる、その時空には虹がかかっている」という構想であると玉置は述べている。

## ライブ・パフォーマンス
1996年9月2日放送のフジテレビ系音楽番組『HEY!HEY!HEY! MUSIC CHAMP』（1994年 - 2012年）にトークなしの歌のみで出演したほか、同年9月6日放送のテレビ朝日系音楽番組『ミュージックステーション』（1986年 - ）に出演し本作を演奏した。さらに同年12月31日放送のNHK総合音楽番組『第47回NHK紅白歌合戦』（1996年）にソロとして初出場が予定されていたが、11月29日に腹部の異常を訴え検査したところ憩室炎と診断され、腸の病気のため食事が出来ずに点滴のみで10日間過ごしたために15キロも体重が減少する事態となった。病み上がりであったためにリハーサルも代役を立てており、当日も放送開始12分前に会場入りするなど体調面は万全ではなかったが、2部の5組目としてバックバンドをTOKIOが担当した上で「田園」を歌唱、視聴率59.9%の結果となり歌手別最高視聴率を獲得した。しかし演奏の最後で玉置は歌詞を間違えて歌唱した。
2013年4月19日放送のフジテレビ系音楽番組『僕らの音楽 Our Music』（2004年 - 2014年）では小池徹平とのコラボレーションで演奏した。2014年8月13日放送のフジテレビ系音楽番組『2014 FNSうたの夏まつり』（2014年）で、玉置浩二×高見沢俊彦×小室哲哉×森山直太朗×WaT×miwaによる6組のアーティストによるコラボレーションで披露された。NHK総合音楽番組『SONGS』（2007年 - ）においては度々本作の演奏が行われており、2014年3月15日放送分では東日本大震災の被災地にて弾き語りで演奏された他、2017年5月25日放送分においても弾き語りによって披露された。
2020年12月31日放送のNHK総合音楽番組『第71回NHK紅白歌合戦』（2020年）にて本作のオーケストラバージョンを披露し、同番組への24年ぶりの出演を果たした。出演情報は放送前日の12月30日に発表され、出演順は事前に公表されなかった。玉置の紅白への出場は1985年に安全地帯の「悲しみにさよなら」、上記の1996年出演から通算して3回目となった。オーケストラの伴奏は東京フィルハーモニー交響楽団によって演奏され、ベートーヴェンの田園交響曲の第1楽章の旋律が組み込まれたものになっている。

## カバー
収録作品は初出のもののみ記載する。
- 青木隆治 -  アルバム『VOICE 199X』（2012年）に収録[38]。
- AFRICAEMO - オムニバス・アルバム『My Tunes supported by SPACE SHOWER TV』（2011年）に収録[39]。
- 安全地帯 - シングル「結界/田園」（2011年）に収録[40]。
- 岸尾だいすけ - アルバム『[Re:collection] HIT SONG cover series feat.voice actors 〜90's-00's EDITION〜』（2022年）に収録。
- ソン・シギョン - アルバム『DRAMA』（2017年）に収録[41]。
- ダイスケ - アルバム『tsumugu』（2014年）に収録[42]。
- CHOPSTICKS - アルバム『箸やすめ～青春・卒業・恋 シャイニー&ハーモニー』（2021年）に収録。
- 中村あゆみ - アルバム『VOICEIII〜青春の光と影〜』（2010年）に収録。
- ザ・ベンチャーズ - アルバム『J-ROCK サマー・ウィンド～メロディーズ・イン・メモリーズ～』（2005年）に収録。
- Rune - アルバム『RUNE COVER SELECTION2』（2018年）に収録。

## シングル収録曲
- CD付属の歌詞カードに記載されたクレジットを参照[43]。

| #         | タイトル                       | 作詞             | 作曲      | 編曲               | 時間  |
| --------- | ------------------------------ | ---------------- | --------- | ------------------ | ----- |
| 1.        | 「田園」                       | 玉置浩二、須藤晃 | 玉置浩二  | 玉置浩二、藤井丈司 | 3:40  |
| 2.        | 「働こうよ」                   | 須藤晃           | 玉置浩二  | 玉置浩二           | 3:29  |
| 3.        | 「田園」(オリジナル・カラオケ) |                  | 玉置浩二  | 玉置浩二、藤井丈司 | 3:40  |
| 合計時間: | 合計時間:                      | 合計時間:        | 合計時間: | 合計時間:          | 10:49 |

## スタッフ・クレジット

### 参加ミュージシャン
- 玉置浩二 – ドラムス、アコースティック・ギター、エレクトリックギター
- 藤井丈司 – コンピュータプログラミング、キーボード

### スタッフ
- 玉置浩二 – プロデューサー
- 須藤晃 – プロデューサー、ディレクター
- 中沢慎太郎 – ディレクター
- 田中邦明 – レコーディング・エンジニア、ミックス・エンジニア
- 金子洋明 – エグゼクティブ・プロデューサー
- 濱野啓介 – エグゼクティブ・プロデューサー

## チャート、認定
| チャート         | 最高順位 | 登場週数 | 売上数   | 出典  |
| ---------------- | -------- | -------- | -------- | ----- |
| 日本（オリコン） | 2位      | 30回     | 92.5万枚 | [ 3 ] |

| 国/地域 | 認定組織         | 日付       | 認定             | 売上数   | 備考                   | 出典   |
| ------- | ---------------- | ---------- | ---------------- | -------- | ---------------------- | ------ |
| 日本    | 日本レコード協会 | 1996年8月  | ゴールド         | 200,000+ |                        | [ 44 ] |
| 日本    | 日本レコード協会 | 1996年9月  | プラチナ         | 400,000+ |                        | [ 45 ] |
| 日本    | 日本レコード協会 | 1996年11月 | ダブル・プラチナ | 800,000+ |                        | [ 1 ]  |
| 日本    | 日本レコード協会 | 2016年8月  | ゴールド         | 100,000+ | デジタル・ダウンロード | [ 2 ]  |

## リリース日一覧
| No. | リリース日      | レーベル                       | 規格         | カタログ番号 | 備考                   | 出典   |
| --- | --------------- | ------------------------------ | ------------ | ------------ | ---------------------- | ------ |
| 1   | 1996年7月21日   | Sony Records                   | 8センチCD    | SRDL-4225    |                        | [ 46 ] |
| 2   | 2013年11月278日 | ソニー・ミュージックダイレクト | AAC-LC       | -            | デジタル・ダウンロード | [ 47 ] |
| 3   | 2013年11月278日 | ソニー・ミュージックダイレクト | ロスレスFLAC | -            | ダウンロード認定       | [ 48 ] |

## 収録アルバム
「田園」
- 『CAFE JAPAN』（1996年）
- 『田園 KOJI TAMAKI BEST』（1998年）
- 『ゴールデン☆ベスト 玉置浩二 アーリー・タイムズ・プラス』（2003年）
- 『GOLDEN☆BEST 玉置浩二 1993-2007』（2011年）
- 『ALL TIME BEST』（2017年）
- 『THE BEST ALBUM 35th ANNIVERSARY 〜メロディー〜』（2022年）